# ناما
اسم (انگلیسی: Nāma)، نام و جان

## برهمنوآتمن
ودانتا در پس مظاهر متغیر اسم‌ها (Nāma) و صورت‌ها (rupa) که که کثرات را تشکیل می‌دهند، حقیقت واحدی که مبنای عالم صغیر و کبیر است، به ترتیب نام آتمان و برهمن را داده و این دو را از هم متمایز نمی‌داند.

## کلمهٔ اوم
آواز «ناد» نزد موحدان هند، بر سه قسم است:
1. اناهت (anahata) آوازی که همیشه بوده و هست و خواهد بود. و صوفیه این آواز را «آواز مطلق» نامند.
2. آهت (ahata) آوازی که از زدن به چیزی به چیزی بی ترکیب الفاظ، آواز پیدا شود.
3. شبد (Śabda) کلمه ای که فقرای هند آن را «بیدمکهیه» (veda mukha) گویند، (اوم، om ,aum)